# Sisyra nikkoana
Sisyra nikkoana là một loài côn trùng trong họ Sisyridae thuộc bộ Neuroptera. Loài này được Navás miêu tả năm 1910.